# 요세핀 요한손
요세핀 요한손(스웨덴어: Josefin Johansson, 1988년 3월 17일 ~ )은 스웨덴의 여자 축구 선수이다. 포지션은 미드필더이며, 현재 스웨덴 다말스벤스칸의 피테오 IF에서 활약하고 있다.